# Scrophularia maximowiczii
Scrophularia maximowiczii är en flenörtsväxtart som beskrevs av Sofîa Gennadievna Gorschkova. Scrophularia maximowiczii ingår i släktet flenörter, och familjen flenörtsväxter. Inga underarter finns listade i Catalogue of Life.